# Kartiranje gena
Kartiranje gena je proces kojim identificiramo i određujemo apsolutni odnosno relativni položaj i redoslijed genskog lokusa na kromosomu.
Da bi se kartiralo gene, može se koristiti sve mehanizme rekombinacije: transformacija, konjugacija i transdukcija. Jacob i Wollman razvili su tehniku prekinutog parenja (konjugacije), Lederberg i Zinder 1952. su otkrili metodu transdukcije.